# Eremophila ramiflora
Eremophila ramiflora är en flenörtsväxtart som beskrevs av B. Dell. Eremophila ramiflora ingår i släktet Eremophila och familjen flenörtsväxter. Inga underarter finns listade i Catalogue of Life.